# Legió III Augusta

Mapa de l'imperi romà l'any 125 dC, sota l'emperador Hadrià, que mostra la Legió III Augusta, estacionada a Lambaesis (Batna, Algèria), a la província de Mauretania Caesariensis, des de l'any 75 fins al segle IV.

La legió III Augusta va ser una legió romana creada per August l'any 43 aC. Les bases habitual de la legió van ser sempre les províncies africanes, on encara es troba esmentada a començaments del segle v. Els emblemes de la legió eren el pegàs i la cabra.
La III Augusta probablement va ser present a la batalla de Filipos l'any 42 aC, quan els triumvirs Octavi i Marc Antoni van derrotar els assassins de Juli Cèsar. És possible que posteriorment la legió es traslladés a Sicília per sufocar la revolta de Sext Pompeu, fill de Pompeu el Gran. A partir de l'any 30 aC la III Augusta es va estacionar a la província d'Àfrica on va participar en diverses activitats de construcció (tasca habitual de les legions quan no es trobaven en campanya). Entre l'any 17 i el 24 la legió va prendre part en una campanya contra les tribus númides i mauritanes. Sota la direcció del procònsol Marc Furi Camil la legió va vèncer Tacfarinas, cap dels númides.
L'any 18, una sub-unitat de la Legió II Augusta va ser aniquilada, i quan va arribar el nou propretor, Luci Aproni, va castigar els legionaris amb la delmació, un dels màxims càstigs que s'aplicaven a l'exèrcit romà, que consistia en aïllar una cohort o diverses cohorts de la legió que es volia castigar i seleccionar a deu de cada cent soldats quan el conjunt havia estat culpable d'algun crim. Se suposa que havien perdut el combat per covardia. Es va haver de reforçar la II Augusta amb la Legió IX Hispana.
Durant tot el segle i, Àfrica era l'única província governada per un senador amb el càrrec de procònsol, un càrrec de gran importània política. Galba va ser un dels governadors de la província i comandant de la III Augusta entre els anys 45 i 46. Un altre governador, Luci Clodi Macre es va sublevar contra Neró els últims anys del seu govern. La III Augusta va recolzar Clodi Macre durant la revolta i el general va crear també la Legió I Macriana Liberatrix com a complement. Durant l'any dels quatre emperadors la legió donà suport, després d'algunes vacil·lacions, a Vespasià, tot i que no va prendre part en operacions militars.
Durant el regnat d'Hadrià (117–138) estava estacionada a Lambaesis, a Numídia, on s'hi va estar durant dos segles. En les periòdiques campanyes militars contra l'Imperi Part sovint es van utilitzar destacaments (Vexillationes) de la III Augusta, i també en les campanyes de Marc Aureli contra els marcomans, al Danubi.
L'any 193 Septimi Sever li va atorgar el cognomen de Pia Vindex («lleial venjadora») per la seva lleialtat en la guerra civil que esclatà després de l'assassinat de l'emperador Pèrtinax. Al segle iii Gordià III va desmantellar la legió, però l'any 252 Valerià la va reconstituir amb tropes procedents de Rètia i Noricum i li va atorgar els cognomina d'Iterum Pia Iterum Vindex («de nou lleial, de nou venjadora»). Tenia per objectiu lluitar contra una federació de tribus amazigues. La III Augusta va ser a l'Àfrica fins a començaments del segle v. Segons la Notitia Dignitatum, el Tertio Augustani, una unitat de comitatenses, es trobava sota comandament del Comes Africae, possiblement dins de l'exèrcit del Dux et praeses provinciae Mauritaniae et Caesariensis.